# Chiesa di Sant'Andrea Apostolo (Pontelongo)
La chiesa di Sant'Andrea Apostolo è la parrocchiale di Pontelongo, in provincia e diocesi di Padova; fa parte del vicariato del Piovese.

## Storia
Da un documento del XII secolo si viene a sapere che l'antica chiesetta di Pontelongo era dipendente dal monastero di San Michele di Candiana. Nel 1462 il monastero di Candiana passò ai canonici di San Salvatore di Venezia e la chiesa di Pontelongo ne seguì le sorti. Dalla relazione della visita pastorale del 1489, s'apprende che la chiesa disponeva di tre altari. 
Questo edificio, ampliato nel XIX secolo, fu demolito all'inizio del Novecento per far posto all'attuale parrocchiale, costruita in stile neorinascimentale assieme al campanile tra il 1902 ed il 1914.